# Johnsonius costaricensis
Johnsonius costaricensis är en stekelart som beskrevs av Marsh 2002. Johnsonius costaricensis ingår i släktet Johnsonius och familjen bracksteklar. Inga underarter finns listade i Catalogue of Life.